# Kabompo (reka)
Kabompo je reka, ki izvira v severni Zambiji in predstavlja enega glavnih dotokov reke Zambezi. Ob njej stoji istoimensko mesto.